# Giner (Künstlerfamilie)
Die Familie Giner brachte eine Reihe von Malern und Bildhauern hervor, mit Wurzeln im Bauerntum. Sie machte den Tiroler Ort Thaur im 19. Jahrhundert zur Hochburg des Nordtiroler Krippenbaus. Kunstfertigkeit, Präzision und Liebe zum Detail zeichneten jede Giner-Krippe aus. 
Joseph Giner (1728–1803) legte den Grundstein für die späteren Holzkrippen. Er war Schüler und Mitarbeiter des Tiroler Barockmalers Josef Anton Zoller. Als ausgebildeter Freskenmaler arbeitete er in einer Zeit, in der die mit Stoff bekleideten Krippenfiguren des Barocks von Papierkrippen abgelöst wurden. Auslöser dafür war das Krippenverbot von 1782. Kaiser Joseph II. untersagte das Aufstellen von Krippen in Kirchen. Die Bevölkerung wollte aber auf die weihnachtlichen Szenerien nicht verzichten und so entstanden die Hauskrippen. Giner produzierte unzählige Krippenfiguren aus Karton, die er bemalte und arrangierte. Sein Werk beeindruckte seinen Cousin Johann Nepomuk Giner so sehr, dass er sich die Figuren zum Vorbild für seine Holzfiguren nahm. 
Johann Nepomuk Giner (1756–1833), auch Johann Giner der Ältere, begründete gemeinsam mit seinen älteren Brüdern Franz Xaver und Romedius den Giner Ruhm. Wie seine beiden älteren Brüder erlernte auch er das Kunsthandwerk und gründete 1780 eine Bildhauerwerkstatt. Bevor sich Johann den Krippen zuwandte, schuf er viele sakrale Werke.
Dazu zählen Figuren von Aposteln und Kirchenvätern in den Pfarrkirchen Thaur und Wattens, Engel in der Innsbrucker Hofkirche, Kruzifixe, eine Maria in Gossensaß und die vier Evangelisten in Oberndorf bei Salzburg. Aber erst die Krippen brachten dem talentierten Bildhauer überregionalen Ruhm. Der Erfolg seiner Werke lag dabei nicht nur in seinem künstlerischen Talent. Giner verstand es, die Menschen so abzubilden, wie sie sich selbst sahen. So wie das Volk in seinen Krippen erscheint, hat es tatsächlich gelebt und gearbeitet. 
Franz Xaver Giner (1740–1799) erlernte das Malerhandwerk von seinem Cousin Joseph Giner und machte sich einen Namen als Fassmaler. Er veredelte die Werke seines Bruders Johann Nepomuk. 
Romedius Giner (1750–1820) arbeitete als Schnitzer eng mit seinem Bruder Johann Nepomuk Giner zusammen. 
Johann Nepomuk Alois Giner (1806–1870), auch Johann Giner der Jüngere, erbte als sechstes von neun Giner-Kindern das väterliche Talent und arbeitete bis zum Tod des Vaters in der Werkstatt mit, die er später auch übernahm. Stilistisch führte er das künstlerische Erbe fort, entwickelte die Krippenkunst aber kaum weiter. Auch die Gesellschaft wandelte sich zu Johann Nepomuk Alois Giners Lebzeiten und die Menschen scheinen ihr Heil immer seltener im Religiösen zu finden. Die große Zeit des Krippenbaus neigte sich ihrem Ende zu. Kein Giner konnte die Tradition des Krippenbaus bis ins 20. Jahrhundert weiterführen.
Ein Nachfolger in der Thaurer Krippenkunst der Familie Giner fand sich in Johann Laimgruber (1823–1875), ebenfalls aus Thaur.